# Ri Myong-guk
Ri Myong-guk (en chosŏn'gŭl, 리명국; en hancha, 李明國; Pionyang, Corea del Norte, 9 de septiembre de 1986) es un exfutbolista profesional norcoreano, que jugaba como guardameta y su último equipo fue el Pyongyang City Sports Club de la Liga de fútbol de Corea del Norte.

## Selección nacional
Ha sido internacional con la Selección de fútbol de Corea del Norte en 105 partidos internacionales.
En el año 2019, antes del partido frente al Líbano el medio de comunicación norcoreano DPRK Today, escribió un artículo en donde anunciaba el retiro del guardameta, en este también se detallaba sus grandes momentos con la selección y sus primeros inicios en el fútbol. Ri jugaría su último partido con su equipo (Pyongyang) contra el equipo del Jebi Sport Club.

### Participaciones en Copas del Mundo
| Mundial                        | Sede      | Resultado    | Partidos | Goles Recibidos |
| ------------------------------ | --------- | ------------ | -------- | --------------- |
| Copa Mundial de Fútbol de 2010 | Sudáfrica | Primera fase | 3        | 12              |

## Clubes
| Club      | País            | Año       |
| --------- | --------------- | --------- |
| Pyongyang | Corea del Norte | 2006-2019 |